# NC soustruh

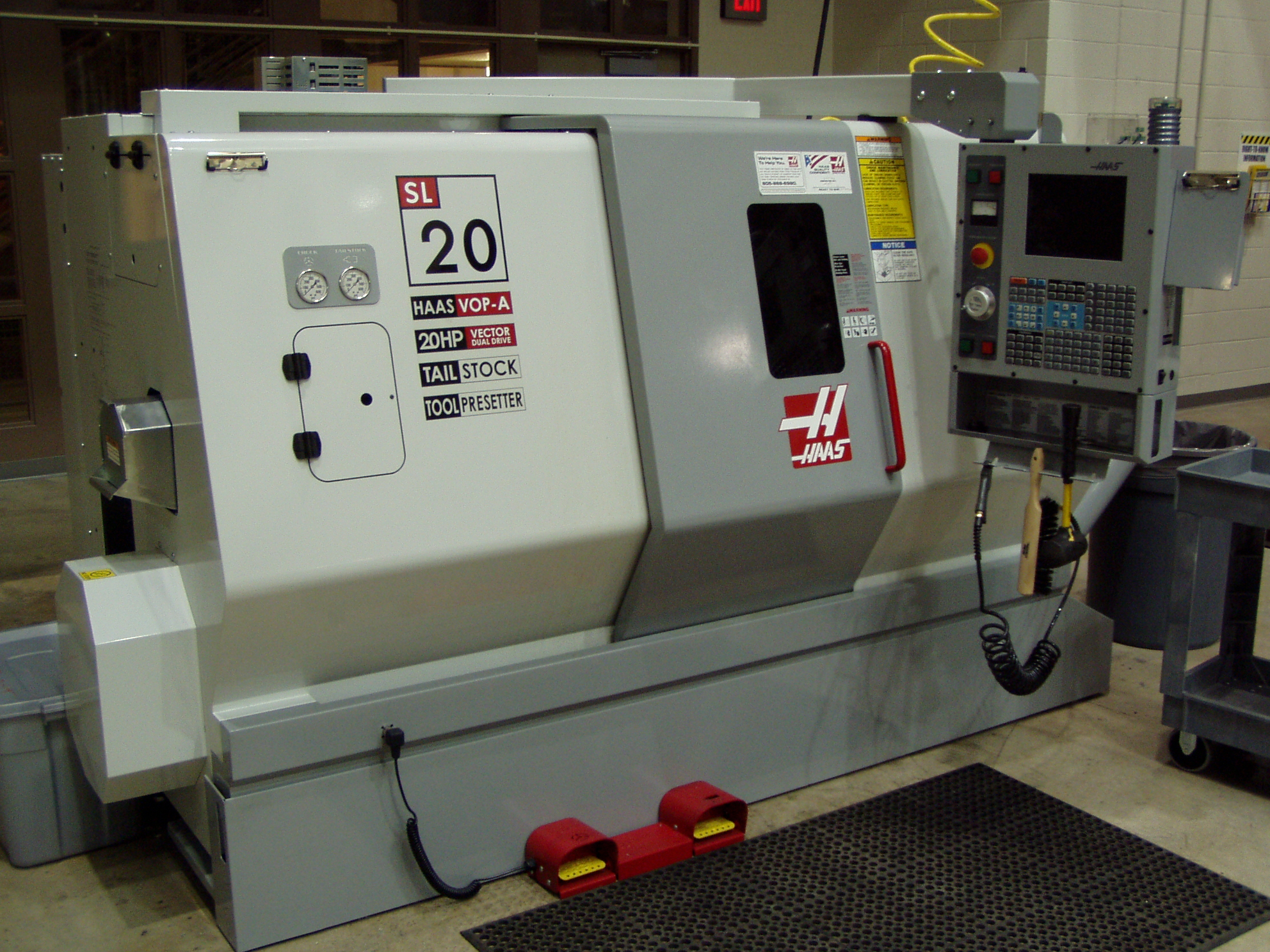
CNC Turning center

NC soustruh (z angl. numerical control) je soustruh doplněný o digitální odečítání pohybu souřadnic nástroje (soustružnického nože), které se zobrazují dělníkovi na displeji. Nemusí tedy vše odměřovat ručně. Za jejich vynálezce je považován John T. Parsons, příchod éry NC soustruhů je pak datován do roku 1942.

## CNC soustruh
CNC soustruh (computer numerical controlled) je takový NC soustruh, který je doplněný o výkonné servomotorové pohony na všech vedlejších osách stroje. Je plně řízený počítačem a hodí se pro velkosériovou výrobu. Data se vkládají přímo do počítače na stroji pomocí číslic v osách. CNC soustruhy byly poprvé vyrobeny v MIT v roce 1952.